# Афрокубинцы

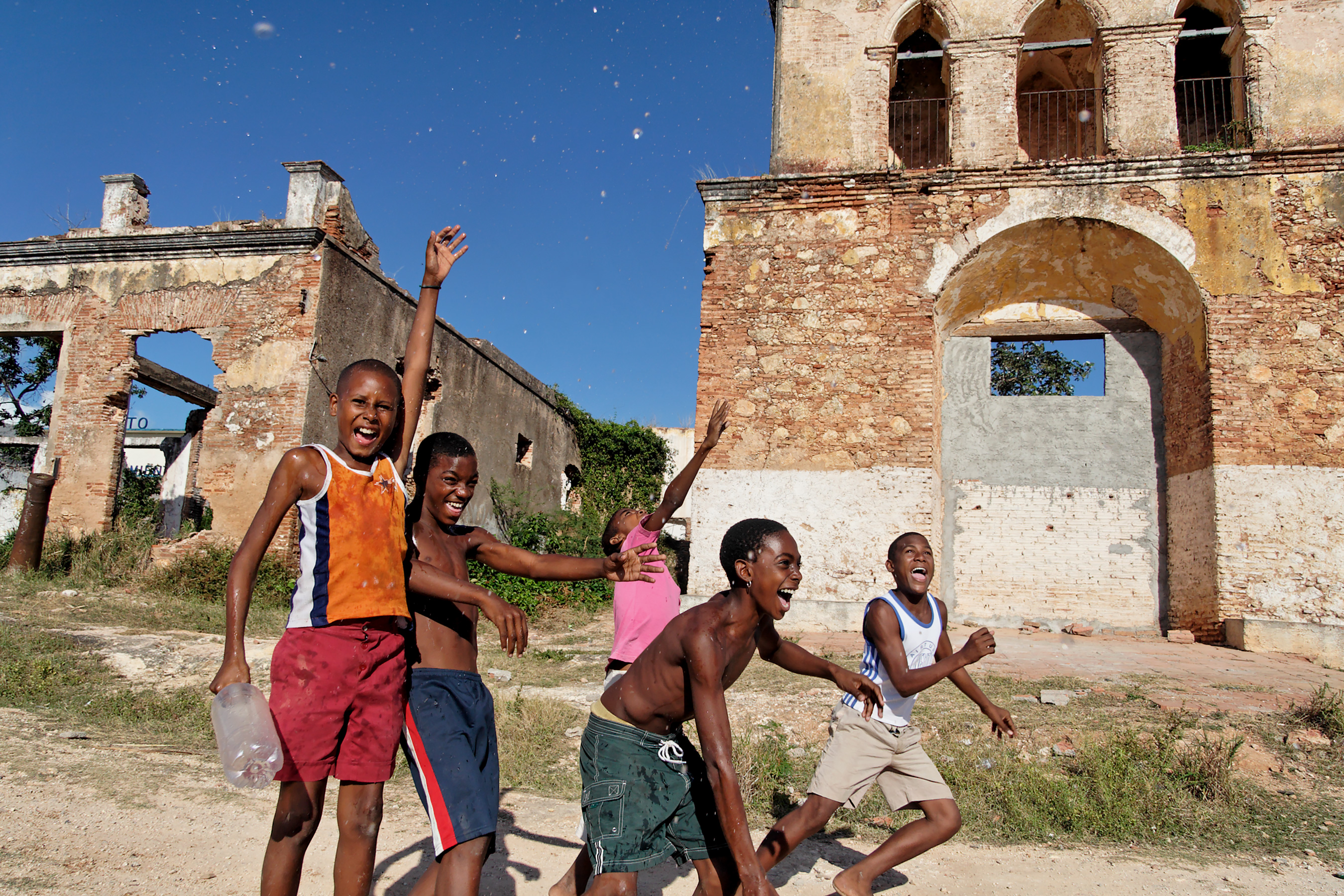
Кубинские мальчики играют в Тринидаде, Куба.

Афрокубинцы  — один из народов Кубы, ведущий своё происхождение от чернокожих рабов, ввозившихся на остров из Африки. По официальным данным, афрокубинцы составляют примерно 10% населения Кубы, а вместе с мулатами — приблизительно одну треть; фактическое число чернокожих на Кубе, вероятно, примерно вдвое выше. Традиции афрокубинцев являются важной составляющей кубинской культуры.

## История

### Испанская колонизация
После завоевания Кубы испанцами в XVI веке на остров начали привозить чернокожих рабов из Африки для работы на плантациях сахарного тростника и табака. Условия труда рабов на протяжении сотен лет оставались ужасными: немецкий путешественник Александр фон Гумбольдт в 1826 году писал, что на некоторых плантациях в год погибало от 15 до 18 рабов из 100. 
В 1817 году был принят первый закон об ограничении рабовладения на Кубе, что привело к появлению в обществе слоя «свободных цветных», представители которого составляли примерно 20% населения и по численности превосходили аналогичные слои в соседних карибских колониях. Это привело к относительно раннему началу смешения рас. Однако окончательно ввоз рабов на Кубу был прекращён только в 1865 году после завершения Гражданской войны в США. Рабство было отменено в 1886 году.

### Война за независимость
Во время восстания 1869 года и Войны за независимость Кубы 1895—1898 годов афрокубинцы играли существенную роль, будучи наиболее ущемлённой в правах социальной группой при испанском колониальном режиме. Афрокубинцы-генералы Антонио Масео и Гильермо Монкада до настоящего времени почитаются на Кубе как национальные герои.
В 1908 году афрокубинцы — ветераны Войны за независимость основали Партию независимости цветных (Partido Independiente de Color), первую партию чернокожих в западном полушарии, призванную защищать социальные интересы чернокожих от дискриминации со стороны правительства белых. Партия требовала предоставления чернокожим полных гражданских прав и бесплатного доступа к получению высшего образования, а также пыталась защищать интересы афрокубинских крестьян, которые изгонялись со своих исконных земель крупными американскими инвесторами в ходе начавшейся после получения страной независимости концентрации земельных участков в их руках. Политическое движение протеста завершилось в 1912 году восстанием афрокубинцев в провинции Ориенте (восточная Куба), которое было жестоко подавлено кубинским правительством. При этом было убито, по разным данным, от 2000 до 5000 членов партии, что привело к её распаду. 

### После революции 1959 года
После падения в начале 1959 года правительства Фульхенсио Батисты глава революционного правительства Фидель Кастро предпринял социальные реформы, затронувшие жизнь всех групп кубинского общества, в том числе и афрокубинцев. На второй год революции с целью проведения управляемых политических преобразований были образованы различные массовые организации, находившиеся под контролем правительства (профсоюзы, женский и студенческий союз и так далее). Они приходили на смену прежним независимым объединениям, которые постепенно прекращали своё существование или официально запрещались. Однако отдельная организация для защиты прав афрокубинцев, которая могла бы выполнять те же функции, что и существовавшее на протяжении нескольких десятилетий самоорганизованное централизованное афрокубинское sociedades de negros, создана не была: с победой революции, по мнению правительства, её существование стало излишним, поскольку в новом обществе нет места каким бы то ни было формам дискриминации.
В целом подавляющее большинство афрокубинцев поддержали новый режим Фиделя Кастро. Такие их представители, как Сальвадор Вальдес Меса, Хуан Альмейда Боске, Виктор Дреке стали крупными военными и государственными деятелями. Участие афрокубинцев в антикоммунистическом Восстании Эскамбрай исчислялось единицами, зато они составили значительную часть правительственного ополчения milicias и агитационных бригад. Однако среди ведущих повстанческих командиров были афрокубинцы Эусебио Пеньяльвер и Маргарито Ланса Флорес.
Афрокубинские активисты и интеллектуалы, указывавшие на сохранявшиеся элементы расизма и связанной с ним дискриминации при новом общественном устройстве, тем самым поднимали запретную тему и в первые три десятилетия после революции часто подвергались преследованиям. В частности, получивший образование во Франции этнолог и историк Вальтерио Карбонель, длительное время бывший активистом Коммунистической партии, происходивший из состоятельной афрокубинской семьи, с 1953 года поддерживавщий Фиделя Кастро поддержал и с 1959 года назначенный Кастро послом Кубы в Тунисе, в 1961 году опубликовал социологическую работу «Cómo surgió la cultura nacional», где критиковал положение афрокубинцев; вскоре после этого она была запрещена, а её публикация стоила автору должности в Министерстве иностранных дел. После того как спустя несколько лет Карбонель создал неправительственную организацию по борьбе с расизмом, его с целью «перевоспитания» поместили на два года в исправительно-трудовой лагерь, а затем несколько раз помещали в психиатрическую лечебницу. Карбонель был реабилитирован только в 2005 году, когда его вызвавшая споры книга была переиздана в отредактированном виде. В 2011 году он был посмертно удостоен премии от правительственной газеты Granma за «драгоценные источники для историографии».
В 1960-е и 1970-е годы множество членов братства Абакуа, богатой своими традициями афрокубинской секты, также подвергались преследованиям со стороны правительственных учреждений. Только в 2005 году оно было зарегистрировано кубинским Министерством Юстиции как легальное объединение.

## Современное положение
С началом кризиса кубинской экономики в начале 1990-х годов после прекращения получения помощи от СССР социальное неравенство в стране стало ощущаться ещё отчётливее, причём афрокубинское население оказалось непропорционально затронуто растущей пропастью между богатыми и бедными. Одновременно увеличилось количество информации о расовой дискриминации в отношении афрокубинцев во многих сферах жизни, от туристического и медийного сектора до политики.
После нескольких лет усилий, предпринимаемых различных общественных деятелей и представителей научных кругов для начала общественного обсуждения ранее табуированного вопроса, руководство Коммунистической партии Кубы во главе с Раулем Кастро признало существование расовой дискриминации по-прежнему существующим явлением, которое нужно воспринимать как серьёзную общественную проблему.